# Sam Levene
Sam Levene, född Scholem Lewin den 28 augusti 1905 i Ryssland, död 28 december 1980 i New York i USA, var en amerikansk skådespelare.

## Biografi
Levene scendebuterade på Broadway 1927 och kom att skådespela i framförallt komediroller där fram till sin död 1980. Han filmdebuterade som statist 1929, även om han började filma på allvar i Hollywood först 1936. Levene kom under 1940-talet och 1950-talet att medverka i större biroller i många av tidens stora film noirs.

## Filmografi, urval
- 1936 – Efter den gäckande skuggan
- 1938 – En fallen ängel
- 1938 – Yellow Jack
- 1941 – Gäckande skuggan på nya äventyr!
- 1943 – De anföll i gryningen
- 1946 – Hämnarna
- 1947 – Hämnden är rättvis
- 1947 – Med våldets rätt
- 1947 – Bumerang
- 1956 – Oss kvinnor emellan
- 1957 – Förlåt, vi är visst gifta
- 1957 – Segerns sötma
- 1957 – Mord på 10:e gatan
- 1969 – Matsoukas - chansaren
- 1979 – ...och rättvisa åt alla

## Teater

### Roller
| År   | Roll                      | Produktion                           | Regi            | Teater                          |
| ---- | ------------------------- | ------------------------------------ | --------------- | ------------------------------- |
| 1928 | Telephone "Troublehunter" | Tin Pan Alley Hugh Stanislaus Stange | Lester Lonergan | Biltmore Theatre, New York, USA |